# Подвійне відходження магістральних судин від правого шлуночку
Подвійне відходження магістральних судин від правого шлуночку (англ. Double outlet right ventricle (DORV)) — вроджена вада серця, при якій аорта та легенева артерія відходять від правого шлуночку.